# Alfredo Misraji
Alfredo Misraji Trajtman (Santiago, 12 de diciembre de 1951) es un médico chileno de origen judío, especializado en pediatría y microbiología. Fue el gestor del llamado «primer policlínico multisectorial del país». Como profesional se dedicó al manejo de pacientes críticos, tanto en las emergencias pre-hospitalarias como en los tratamientos de la Unidad de Cuidados Intensivos.

## Biografía

### Vida personal
Alfredo Misraji Trajtman es hijo de Elías Misraji Mois, judío originario de Esmirna (Turquía) que llegó a Chile a los 5 años de edad, y Beatriz Trajtman Strul, nacida en Valdivia en una familia judía de origen ruso. El padre de Alfredo estuvo siempre ligado a la Comunidad Judía Sefardí de Chile, primero fue parte de su directorio y posteriormente llegó a ser Director Ejecutivo. 
Alfredo participó desde los 7 años - junto su hermano mayor Jaime - en el movimiento juvenil Maccabi Hatzair en Santiago. Esta experiencia les ayudó a socializar en un espacio de desarrollo y aprendizaje, comprendiendo la importancia de la acción social.
Realizó sus estudios básicos en la Escuela República de Argentina y la enseñanza media en el Instituto Nacional. En 1971 entró a estudiar medicina en la Universidad de Concepción, allí cursó los dos primeros años de la carrera. Luego se trasladó a Santiago para seguir con sus estudios en el Campus Norte (actual Campus Dra. Eloísa Díaz) de la Universidad de Chile.
Se graduó como médico en 1978 y ese mismo año ingresó a la Universidad de Chile para hacer su beca de especialidad en pediatría y microbiología en el Hospital de Niños Roberto del Río.
Al terminar sus estudios comenzó a trabajar en el Hospital Clínico Félix Bulnes, donde contribuyó a crear la primera Unidad de Tratamiento Intensivo (UTI) Pediátrica de Chile. En el año 1983 ganó una beca de estudios en la Universidad de Baltimore en Estados Unidos gestionada por el Doctor Mike Lewine, quien sería su profesor y guía profesional. Mientras vivía en Estados Unidos Alfredo Misraji se interesó por el sistema de rescate y atención de urgencias estadounidense, el llamado 911, esto lo motivó a buscar una forma de replicarlo en Chile.
Desde el 9 de marzo de 2025, asumió oficialmente como nuevo presidente de la Comunidad Judía de Chile para el periodo 2025-2026.

## Aportes como médico

### Creación de un sistema de emergencias pediátrico
Al regresar de su beca de Infectología en Estados Unidos Alfredo Misraji trabajó en el Hospital de Niños Roberto del Río donde buscó transformar la Unidad de Emergencia Respiratoria en una UTI pediátrica. Paralelamente, siguió trabajando para crear un Sistema de Rescate de Emergencias pre-hospitalario, con este fin viajó a Estados Unidos para investigar el sistema 911 y a Israel para interiorizarse en el modelo Maguen David Adom. Su trabajo contribuyó para que el 7 de enero de 1993 se pusiera en marcha una unidad de Atención Pre-Hospitalaria en el Hospital de Niños Roberto del Río, con profesionales formados como rescatistas en Estados Unidos, gracias a la ONG Partners of the Americas, y por expertos en rescate israelíes que llegan a Chile para colaborar con la formación de enfermeros y paramédicos. Esta iniciativa deriva en el nacimiento de "Rescate Pediátrico Roberto del Río"; sin embargo, a poco andar, la realidad epidemiológica produjo que este sistema se ampliara como una respuesta para todas las edades incorporando una segunda ambulancia y cambiando su nombre a "Rescate Área Norte". Posteriormente, esta iniciativa junto a otra llamada Hospital de Urgencia Asistencia Pública se integraron al proyecto de sistema pre-hospitalario impulsado por el Ministerio de Salud, dando paso a la inauguración del Servicio de Atención Médica de Urgencia (SAMU) Metropolitano el 20 de diciembre de 1995.
Más tarde, el Dr. Misraji emigró a la Clínica Dávila donde creó el Departamento de Pediatría y se desempeñó como médico jefe de este servicio. Entre el 11 y 13 de mayo de 2006 participó como director en las I Jornadas Pediátricas de Clínica Dávila. Posteriormente, decide tomar un nuevo camino y se traslada a la Clínica Las Condes, donde también se desempeñó como jefe del Departamento de Pediatría. En 2016 fue destacado como médico del año en el centro de salud donde ejerce y también formó parte del directorio de esta clínica.

### La creación del primer policlínico multisectorial de Chile
En 2012 el Dr. Misraji asumió un nuevo desafío, la creación de un centro de salud en el sector El Manzano de la comuna de San Bernardo en colaboración con diversas instituciones como la Clínica Las Condes, la fundación Desafío Levantemos Chile, la Comunidad Judía de Chile y la Municipalidad de San Bernardo. Desde su inauguración en octubre de 2013, el policlínico Rosita Benveniste busca contribuir a la atención primaria de la comunidad mediante diversas prestaciones médicas y exámenes, además cuenta con la ayuda de médicos de la Clínica Las Condes y profesionales de la comuna. También, el proyecto contemplaba el desarrollo de un jardín infantil parta la comunidad y la construcción de varias viviendas; el jardín infantil se materializó a través de la Fundación Educacional Choshuenco beneficiando a 210 niños y niñas a través de tres salas cunas y cinco niveles medios. Este trabajo le valió al Dr. Misraji el reconocimiento de la Municipalidad de San Bernardo a través de una ceremonia y el nombramiento de una calle del sector del Manzano en su honor.

### Otras contribuciones médicas y sociales
Desde 2013 el Dr. Misraji en conjunto con Laboratorio Bagó impulsa el programa de Clowns hospitalarios en la unidad de pediatría de la Clínica Las Condes, una idea que trajo después de conocer la experiencia de los centros hospitalarios de Israel.
En 2018 participó junto a otros médicos de la Clínica Las Condes en un operativo médico pediátrico en las localidades de Cauquenes, Pelluhue y Chanco que benefició a más de 490 niños y ayudó a descongestionar las listas de espera del sistema público.
Desurante septiembre de 2022 también participó de la I Jornada Especialidades Pediátricas MEDS, instancia que reunió a 28 profesionales de distintas sub especialidades del área infantil y donde el Dr. Misraji destacó el trabajo colaborativo y multidisciplinario para otorgar soluciones integrales a los pacientes.
Después de su trabajo en la Clínica Las Condes emigró a Clínica MEDS donde creó el Departamento de Pediatría y todas sus especialidades. En la actualidad, es integrante del equipo de Pediatría de la clínica y desde febrero de 2025 asume como Sub Director Médico.